# ビート (植物)
ビート（英語: beet）は、ヒユ科の植物である（今は Betoideae 亜科に含まれる）。ヨーロッパ原産で、地中海沿岸で栽培化されたといわれる。当初は薬用として利用された植物であったが、食用されるようになったのは2 - 3世紀ごろである。ビート（ビーツ）の名はケルト語の bette （赤の意）に由来する。
ビートには多数の栽培品種があり、葉菜のフダンソウ、砂糖の生産に使われるテンサイ（別名：サトウダイコン）、そして飼料作物である（マンゲルワーゼル）、根菜のテーブルビート（別名：ガーデンビート）はビーツとよばれる。3つの亜種が一般的に認められている。全ての栽培品種は Beta vulgaris subsp vulgaris に分類される。Beta vulgaris subsp. maritima は一般的にシービートとして知られており、これらの野生の祖先で、地中海、ヨーロッパの大西洋岸、近東、そしてインドの至る所で見つかっている。二つ目の野生の亜種である Beta vulgaris subsp. adanensis はギリシアからシリアまでの場所で発見される。

## 分類

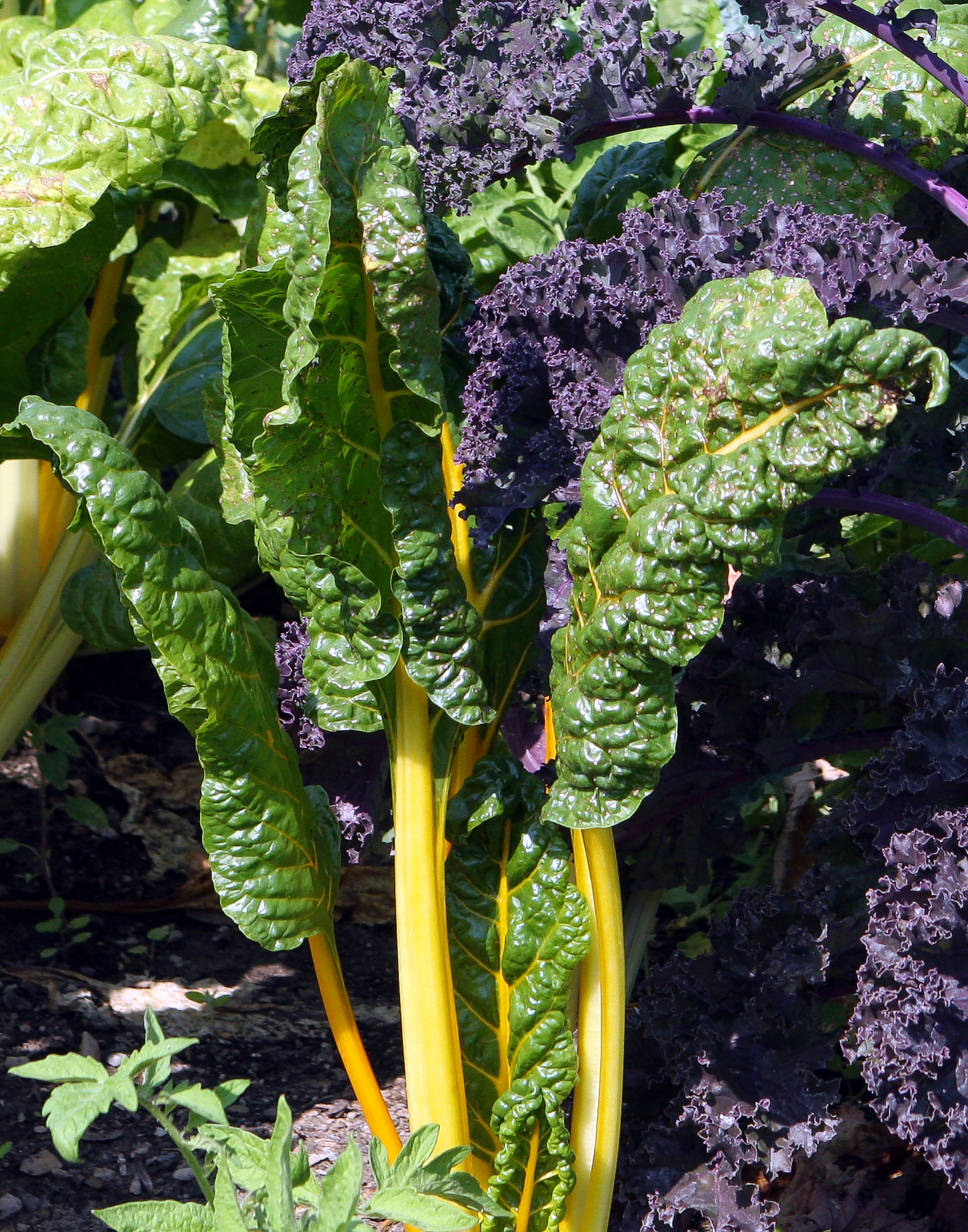
黄色い茎のフダンソウ（紫色の葉のケールと共に）

ビートの様々な野生種と栽培品種の分類には、長く複雑な歴史がある。『Mansfeld's Encyclopedia of Agricultural and Horticultural Crops』はレツヘルトの1993年のビートの扱いに従っており、直根や葉、膨れた主脈のために育てられる栽培品種について、ビートの節で次の分類を認めている。
- B. v. ssp. vulgaris convar. cicla（フダンソウ） - フダンソウのグループは紀元前2千年紀に遡る長い歴史を持つ。最初の栽培形態は地中海で栽培されていたと信じられていたが、中東、インド、最後は中国に850年までにもたらされた。これらは薬に用いられる植物として古代ギリシアや中世ヨーロッパで用いられた。ホウレンソウの伝来にしたがってヨーロッパでの人気は下落した。
  - B. v. ssp. v. convar. cicla. var. cicla（スピナッチビート） – この種は葉のために広く栽培されており、葉は通常ホウレンソウのように料理される。世界中の多くの食料品店で見つけることができる。
  - B. v. ssp. v. convar. cicla. var. flavescens（スイスチャード）- フダンソウの葉は太く肉質の主脈をもつ。主脈と葉身の両方が野菜として用いられ、しばしば別の皿に分けられる。色のついた主脈のために装飾用に育てられる栽培品種もある。太くされた主脈はスピナッチビートから変異により生じたと考えられている。
- B. v. ssp. vulgaris convar. vulgaris（チューブロスビート）– このグループは、葉よりもむしろ、太くされた塊茎のために育てられる全てのビートを含む。
  - B. v. ssp. v. convar. vulgaris var. crassa（マンゲルワーゼル）- この種は塊茎の飼料作物としての利用のために18世紀に開発された。
  - B. v. ssp. v. convar. vulgaris var. altissima（テンサイ）- テンサイはその高いスクロース濃度により主要な商用作物であり、スクロースを抽出して砂糖を生産する。1747年にビートの根に砂糖が含まれることが発見されたあと、18世紀後半、ドイツで製造法が開発された。
  - B. v. ssp. v. convar. vulgaris var. vulgaris（テーブルビート）- ビートという言葉で最も一般的に連想される赤い根菜である。ボルシチの主要な成分となり、東ヨーロッパで特に人気である。

## 植物学的な特徴
ビートは草本の二年生植物または稀に多年生植物で、高さ1 mから2 mに育ち、茎には葉が多い。その葉はハート形で野生のものは長さ5 - 20 cmである。栽培品種では、しばしばこれより大きい。花は密集した穂状に発達し、それぞれの花はとても小さく直径は3 - 5 mm、緑色または赤味がかった花弁5枚の風媒花である。果実は堅い小堅果の塊である。
根は一般に深い赤紫色であるが、山吹色や、赤色と白色の縞の根をもつ品種もある。
ビートはチョウ目の多くの種の幼虫の食草となる植物である。

## 利用

### 食物

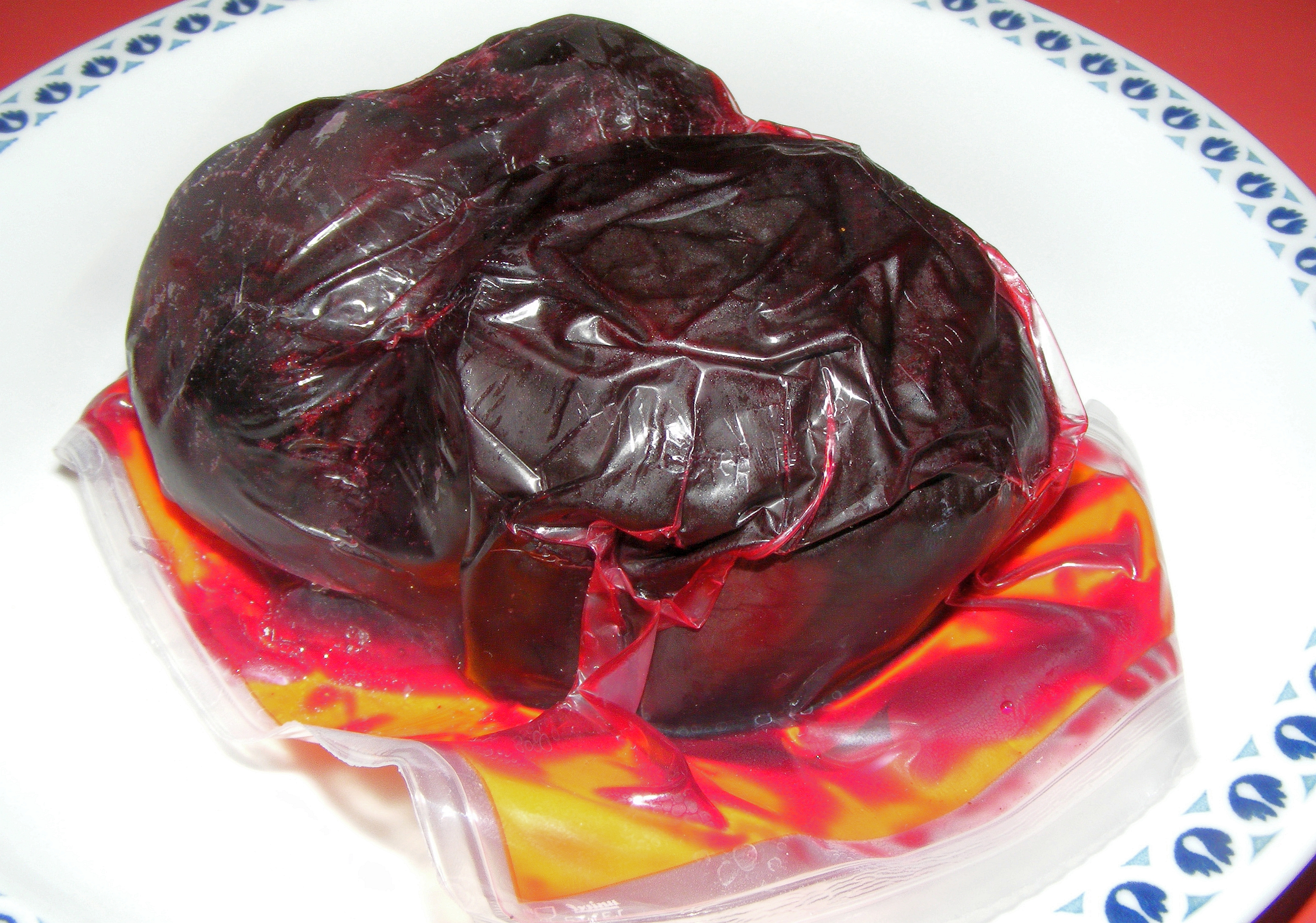
包装された、調理済みのテーブルビート

スピナッチビートの葉は葉菜類として食べられる。テーブルビートの若葉は同じように用いられることがある。スイスチャードの主脈はゆでて食べられる一方、葉身はスピナッチビートのように食べられる。
アフリカの一部では通常、葉身の全体が主脈とともに1つの皿に用意される。インドでも同様に食べられることがある。
若い植物の葉と茎は簡単に蒸され、野菜として食べられる。老いた葉と茎は炒められ、タロイモに似た味をもつ。
通常、テーブルビートの深い赤色の肥厚した根は、焼くか茹でるか蒸すなど加熱調理された状態で出されるか、サラダ野菜のように冷たい状態で出される。漬けられもする。生のビートはサラダに加えられる。商業生産の大部分は、茹でられるか減菌されたビート、もしくは漬物に加工される。東ヨーロッパでは、ボルシチのようなビートのスープはポピュラーな食事である。黄色のテーブルビートは、家庭での消費のためにとても小さい規模で育てられている。
ビートの消費によりピンク尿をおこす人もいる。
ユダヤ人は伝統的にローシュ・ハッシャーナー（新年）にビートを食べる。アラム語でビートを意味する סלקא は"remove"や"depart"のような発音である。「敵がいなくなりますように」という祈りと共に食べられる。

### 栄養
ビートはカロリーが低く（100 gあたり約45 kcal）コレステロールをもたず、微少量の脂肪をもつ。栄養はビートのビタミン、ミネラル、そして独特な植物由来の抗酸化剤に由来する。
植物由来の化合物であるグリシンベタインは根にみられる。ベタインは冠動脈性心疾患や発作、末梢血管疾患のリスクを下げる。生のビートには葉酸が多い。葉酸は、細胞内のDNAの合成に不可欠である。ビタミンCが少量みられる。
根はナイアシン（ビタミンB3）、パントテン酸（ビタミンB5）、ピリドキシン（ビタミンB6）を含むビタミンB群と、鉄分、マンガン、銅、マグネシウム、カリウムといったミネラルを供給し、心拍数を下げ、細胞の代謝を調整する。
テーブルビートはビタミンC、カロテノイド（体内でビタミンAに変化する）、フラボノイドを含んでいる。

### 医学
ビートの根と葉は多くの種類の病気を扱うために民間医療で用いられてきた。古代ローマ人は、他の病気の中での発熱や便秘の治療にテーブルビートを用いた。古代ローマの料理書『アピキウス』は、瀉下薬として与えられるスープについて5つのレシピを載せるが、そのうち3つはビートの根を主に用いる。ヒポクラテスは傷を縛るためのビートの葉の利用を唱えた。ローマの時代から、テーブルビートのジュースは媚薬と考えられていた。中世から、テーブルビートは多様な状況、特に消化や血液に関するものの処理に用いられた。バルトロメオ・プラティーナは、ガーリックブレスの影響を無効化するために、テーブルビートをニンニクと一緒に食べることを推奨した。
赤いビートの根に含まれるベタニン色素の分子は酸化ストレスから保護するかもしれないと提唱されており、ヨーロッパでは数世紀の間、この目的で用いられてきた。
すべてのビートはシュウ酸を含む。テーブルビートとスイスチャードは、ともに尿路結石の形成にかかわるシュウ酸の多い食品だと考えられている。

### 他の利用
大きく、明るく色のついた葉をもつ栽培品種は、鑑賞目的に栽培される。

## 栽培

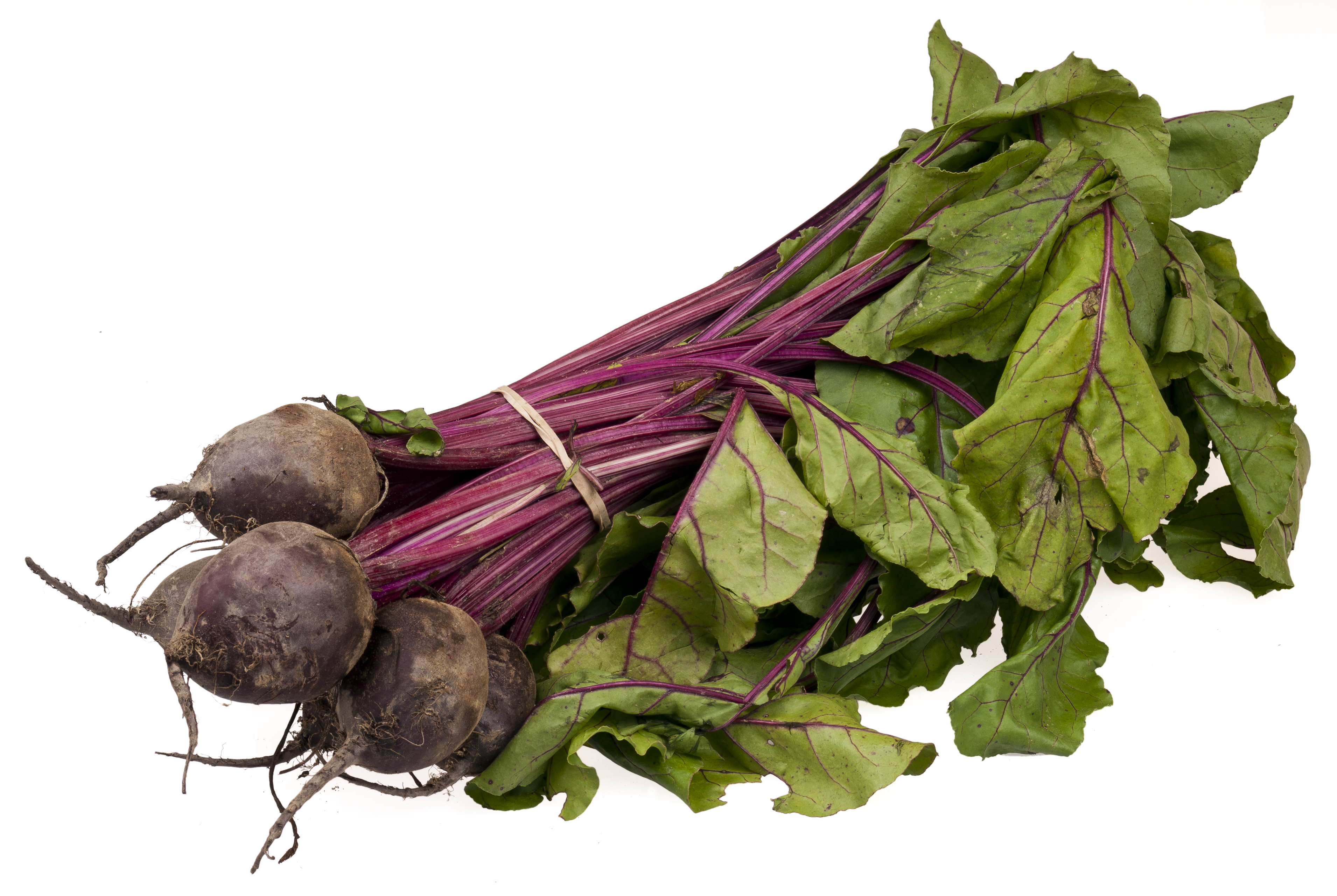
テーブルビートとして知られるビートの束

ビートは飼料（マンゲルワーゼル）や砂糖（テンサイ）を生産するため、もしくは葉菜類（フダンソウやスイスチャード）や根菜（テーブルビート）として栽培される。
Blood Turnip（ブロード・ターニップ）はかつて、テーブルビートの園芸用品種に共通の名前だった。Bastian's、Dewing's Early、Edmand、Will's Improvedなどの品種がこれに該当する。
いくつかのテーブルビートの栽培品種は土のような味がするが、ゲオスミンという成分に由来する。ビートそのものがこの成分を生成するのか、あるいは植物体に共生する土壌微生物が産出するのか、研究者はまだ答えを出せていない。ゲオスミンが少なくて消費者が好む味の栽培品種は、繁殖計画により生産できる。
ビートは現代の作物の中で、栽培に最もホウ素を多く必要とするもののうちの一つであり、依存はおそらく波飛沫にさらされ続けたことへの進化的応答としてもたらされたと考えられる。商業農場では、1ヘクタールあたり60トンの収量を得るには、成長に必要なホウ素の量は1ヘクタールあたり600gと算出され、ホウ素不足は分裂組織と新芽を衰えさせ、やがて心腐病に導く。

### 赤色や紫色の着色

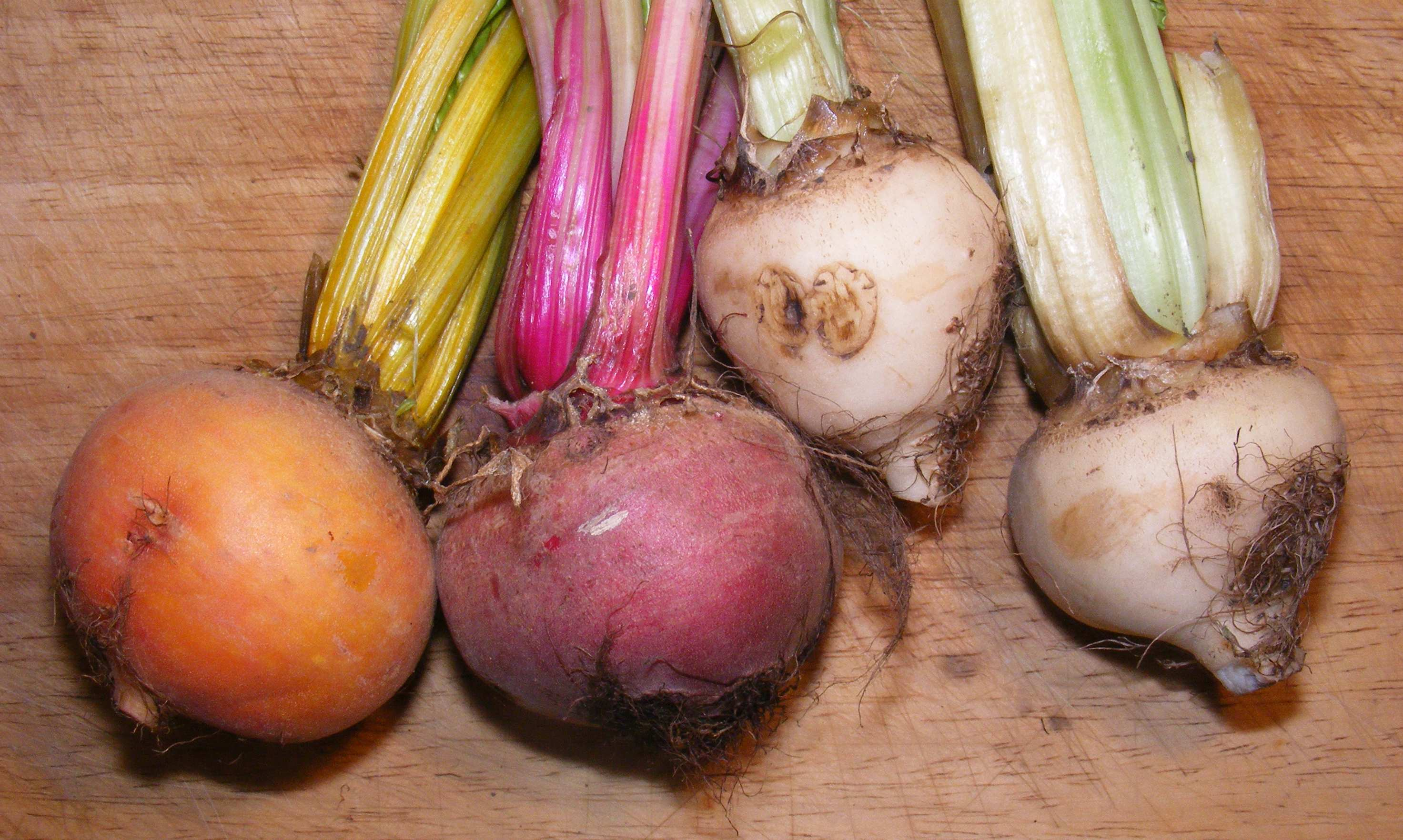
異なる色のテーブルビート

テーブルビートの赤や紫の色は、ベタレイン色素の種類によって生じ、赤キャベツなど他の赤い植物のほとんどと異なりアントシアニン色素を含まない。それぞれのベタレイン色素の構造は変わることがあり、よく見かける深い赤色に加えて、黄色その他の色もテーブルビートに特徴的である。ビートに含まれるベタレインにはベタニン、イソベタニン、プロベタニン、ネオベタニンがあり、赤から紫の色素はまとめて「ベタシアニン」と呼ばれる。ビートに含まれる他の色素はインジカキサンチン、ブルガキサンチンがあり、黄色からオレンジ色の色素は「ベタキサンチン」と呼ぶ。インジカキサンチンはサラセミアに対する強力で保護的な抗酸化剤であり、α-トコフェロール（ビタミンE）の分解を阻害するとみられている。
ビートの根に含まれるベータシアニンは、それを分解できない人に赤尿を起こすことがある。
顔料は細胞の液胞に含まれている。テーブルビートの細胞は極めて不安定で、切られたり、熱せられたり、空気や日光にさらされたりすると流れ出る。これが赤いテーブルビートが紫色の染みを残す理由である。しかしながら、料理のとき、表皮を付けたままにすることで、細胞の整合性を保ち流出を抑えることができる。

## 歴史

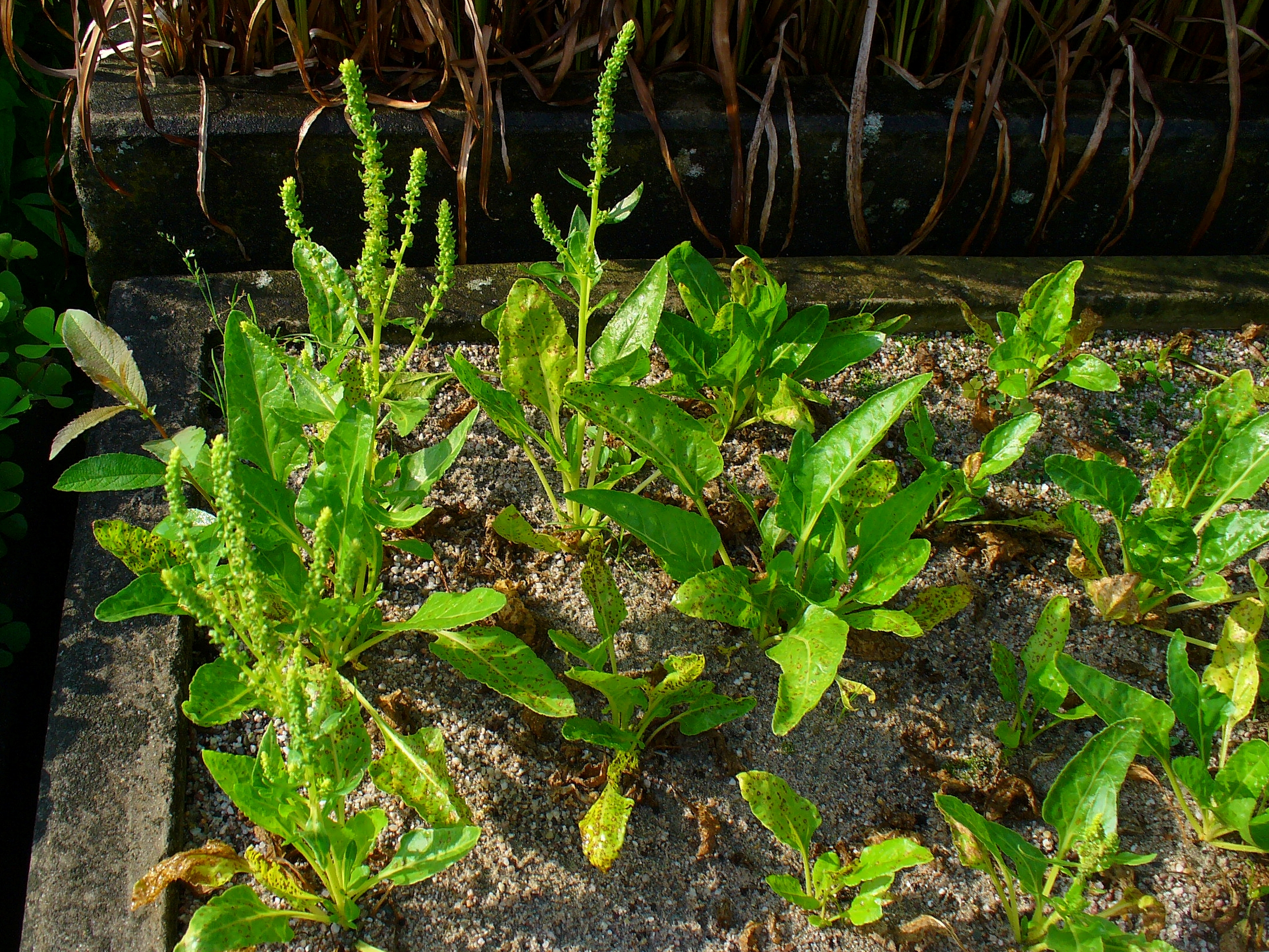
栽培品種の野生の祖先であるシービート (Beta vulgaris subsp. maritima)

現代栽培されているビートの祖先であるシービートは、地中海沿岸でよく育っている。テーブルビートはテーベにあるエジプト第3王朝サッカラのピラミッドで掘り出されてきた。そして、栽培されていたのか野生かは正確にわかっていないが、4つのテーブルビートの炭化物がオランダアールツワウトにある新石器時代の遺跡で見つかった。Zohary と Hopf は、テーブルビートは「言語的にもよく確認されている」と特筆している。彼らは、ビートについての最も早い記述は紀元前8世紀のメソポタミアにさかのぼると言及している。ギリシアの逍遥学派のテオプラストスは後に、ビートを大根と似ていると記述する。一方、アリストテレスもまたビートについて記述している。確認できるアリストテレスやテオプラストスによって書かれた現存資料によれば、ビート栽培史のほとんどにわたり葉の多い種が主であったが、ホウレンソウがもたらされるに従ってその人気は大きく下落したということが示唆されている。古代ローマ人は、ビートは重要な健康食品であり媚薬であると考えていた。
ローマ人やユダヤ人の文字の情報源は、紀元前1世紀の地中海盆地では、栽培されるビートはフダンソウやスピナッチビートのように葉の多い形態のものに代表されたと示唆している。Zohary と Hopf は、テーブルビート栽培品種の普及も大いにありえると主張しており、ローマのレシピはこれを裏付けている。後の英語やドイツ語の情報源は、テーブルビートが中世ヨーロッパで一般に栽培されていたことを示している。

### テンサイ
現代のテンサイは18世紀中期のシレジアに遡る。シレジアではプロイセンの王が、砂糖の抽出工程を目指す実験に対し補助金による支援をしていた。1747年アンドレアス・マルクグラフはテーブルビートから砂糖を分離し、1.3%から1.6%の濃度であることを見つけた。またサトウキビから抽出するのと同じように、ビートから砂糖を抽出できると実証した。マルクグラフの教えを受けたフランツ・カール・アシャールは23種のマンゲルワーゼルの砂糖含有量を評価し、ザクセン＝アンハルト州、現ハルバーシュタットの地方品種を選んだ。モーリッツ・バロン・フォン・コッピーとその息子はさらに、白く円錐型の塊茎を持つこの種を選んだ。こうして選択した品種の名前 'Weiße Schlesische Zuckerrübe' はシレジアの白いテンサイという意味であり、砂糖含有量約6%を誇る。どの現代のテンサイも、この先祖から生まれた。
1801年、王宮の法令により、テーブルビートから砂糖を抽出する工場第1号がシレジアの Kunern（現ポーランドのコナリ）に開かれた。シレジアのテンサイをすぐに取り入れたフランスでは、ナポレオンが特に植物について学ばせる学校を開いており、またテンサイの栽培に新たに2万8000ヘクタールを使うよう命じた。これはナポレオン戦争中のイギリスのサトウキビの封鎖に対する反応であり、最終的にはヨーロッパでのテンサイ産業の急速な発展を刺激した。1840年までに世界の砂糖の5%はテンサイ由来となり、1880年までにその数字は10倍の50%を超えた。テンサイは1830年以降に北アメリカにもたらされ、1879年にカリフォルニア州アルヴァラードの農場で最初の商業生産が始まった。テンサイはドイツ人移民により1850年ごろにチリにもたらされた。
現在もテンサイは砂糖の生産のために広く栽培される商品作物である。